# Transformador de potencial
Um transformador de potencial (TP) é um equipamento usado principalmente para sistemas de medição de tensão elétrica, sendo  capaz de reduzir a tensão do circuito para níveis compatíveis com a máxima suportável pelos instrumentos de medição. Sua principal aplicação é na medição de tensões com valores elevados, ou seja, em seu circuito primário (entrada) é conectada a tensão a ser medida, sendo que no secundário (saída) será reproduzida uma tensão reduzida e diretamente proporcional a do primário. Assim, com menor custo e maior segurança, pode-se conectar o instrumento de medição (voltímetro)no secundário. A razão (divisão) entre a tensão no primário sobre a tensão apresentada no secundário de qualquer transformador é uma constante chamada de relação de transformação (RT). A RT é determinada na fabricação do TP pela razão entre o número de espiras do enrolamento primário sobre o número de espiras do enrolamento secundário, assim conhecendo-se a RT e a tensão no circuito secundário, tem-se o valor da tensão no circuito primário. Os TPs podem ser considerados especiais, pois são fabricados de forma a apresentar uma RT com ótima exatidão, ou seja, uma pequena variação na tensão do primário causará uma variação proporcional também no secundário, permitindo assim que indicação no voltímetro apresente uma incerteza de medição muito pequena.
A tensão reduzida do circuito secundário do TP também é usada para alimentar, de forma igualmente segura, os circuitos de proteção e controle de subestações.

## Modo de ligação
O modo de ligação é extremamente importante, pois se ligado de maneira errada o transformador irá sofrer danos irrecuperáveis.
A ligação dos terminais do Transformador de Potencial deve ser feita da seguinte forma:
- Primário: cada terminal em uma única fase de média ou alta tensão;
- Secundário: seus terminais devem estar abertos (carga infinita), caso contrário, terá um curto-circuito no secundário que irá queimar o TP.